# Floresta nublada

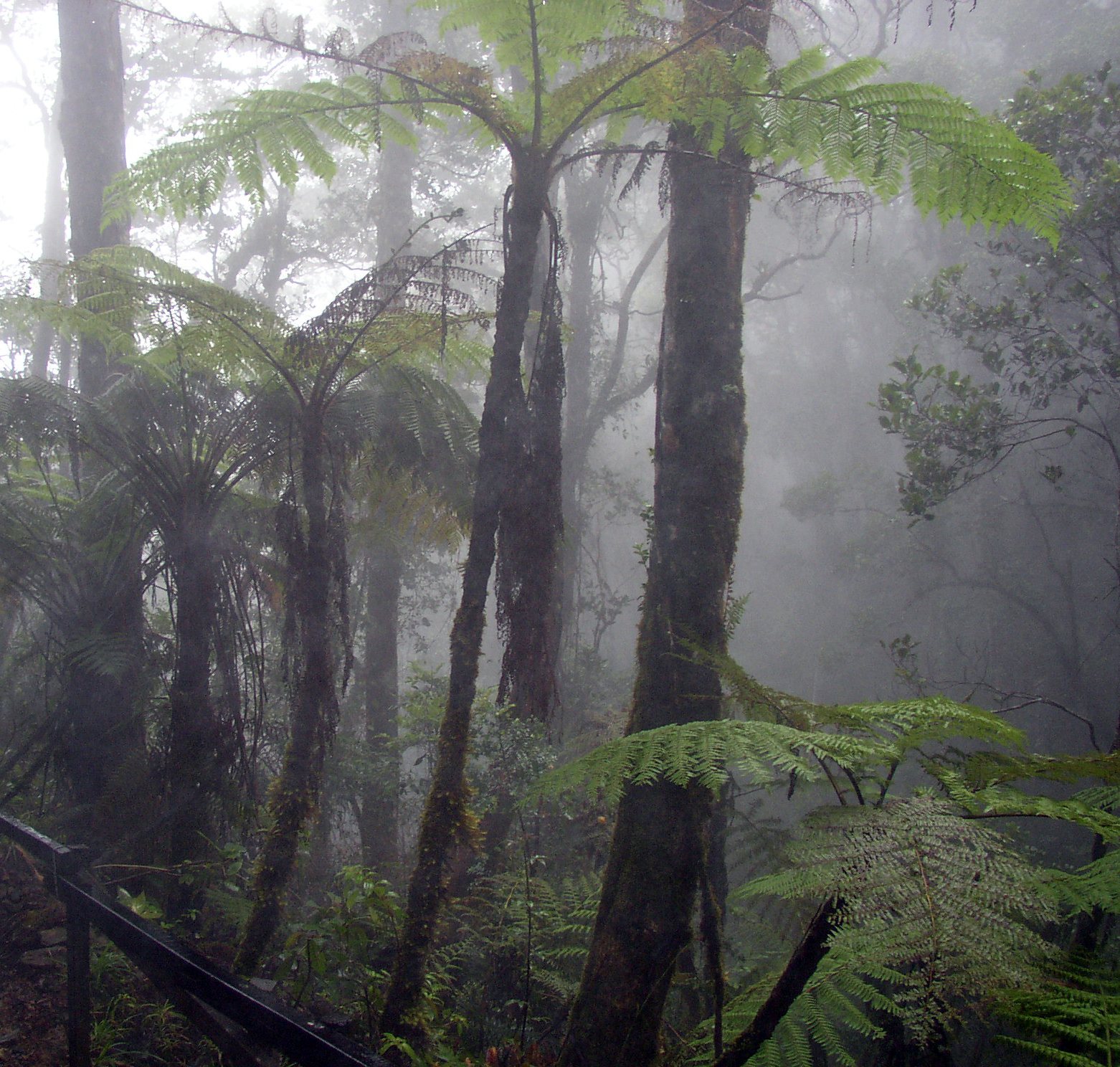
Fetos arbóreos na floresta nublada do Monte Kinabalu, Bornéu.

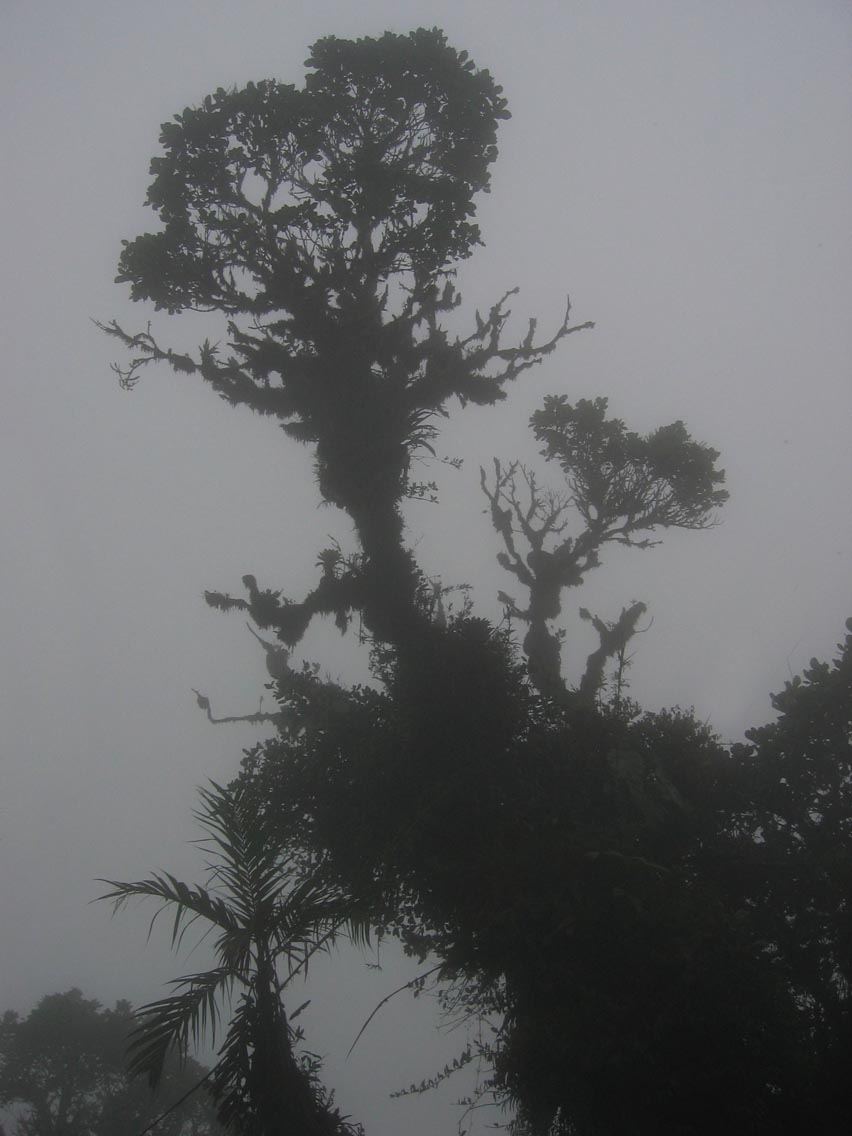
Na fronteira do lado panamiano do Parque Nacional La Amistad.

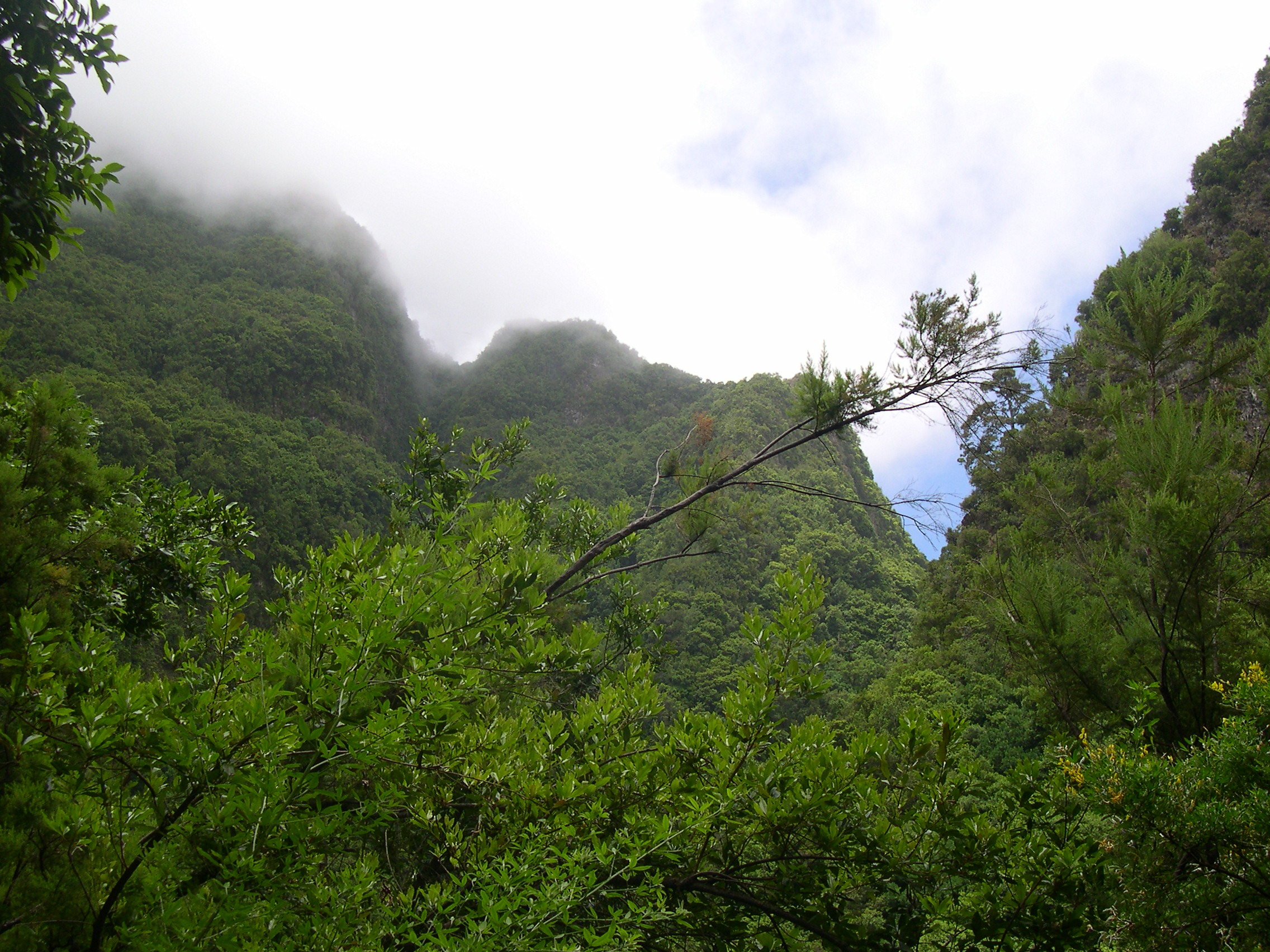
Floresta nublada temperada (laurissilva) em La Palma, ilhas Canárias.

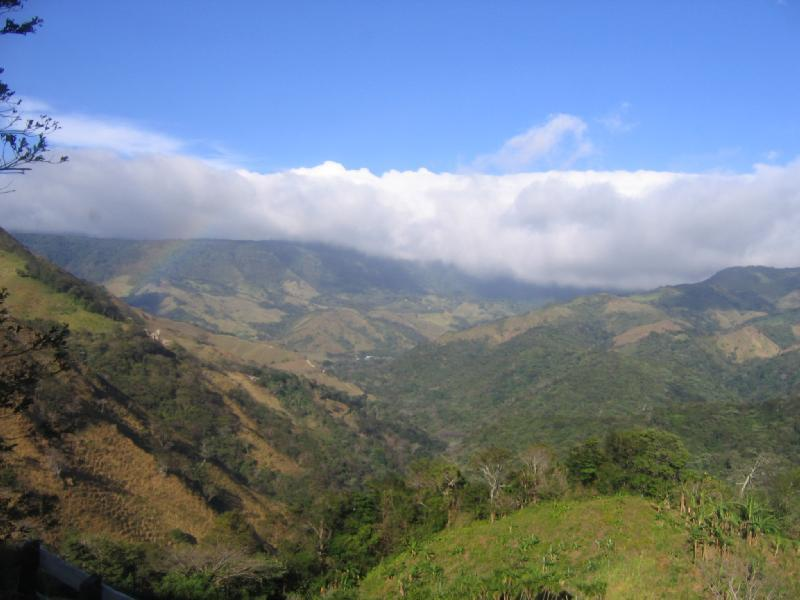
A floresta nublada de Monteverde, Costa Rica.

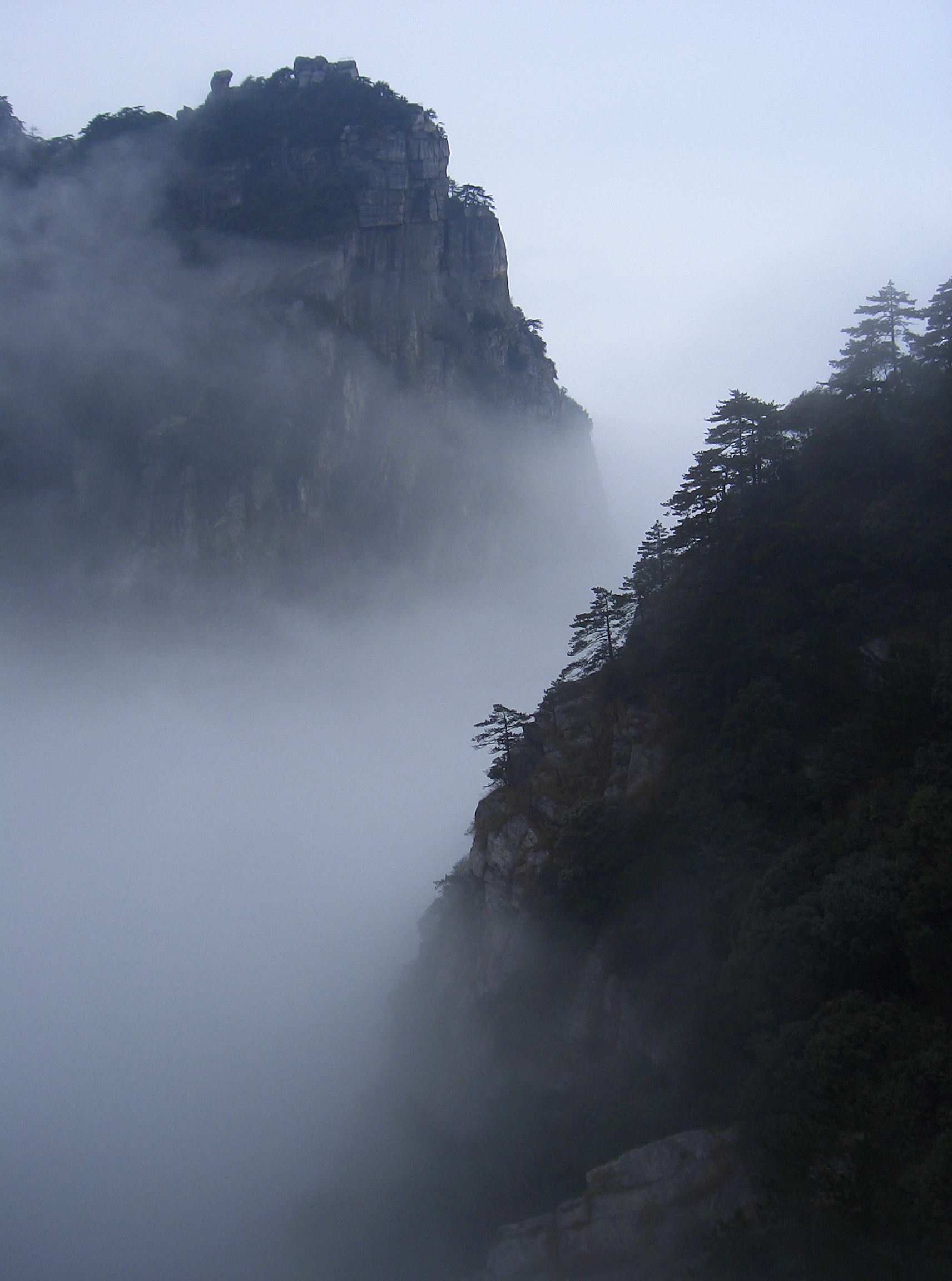
Floresta nublada no Monte Lu (Lushan) no sudeste da China.

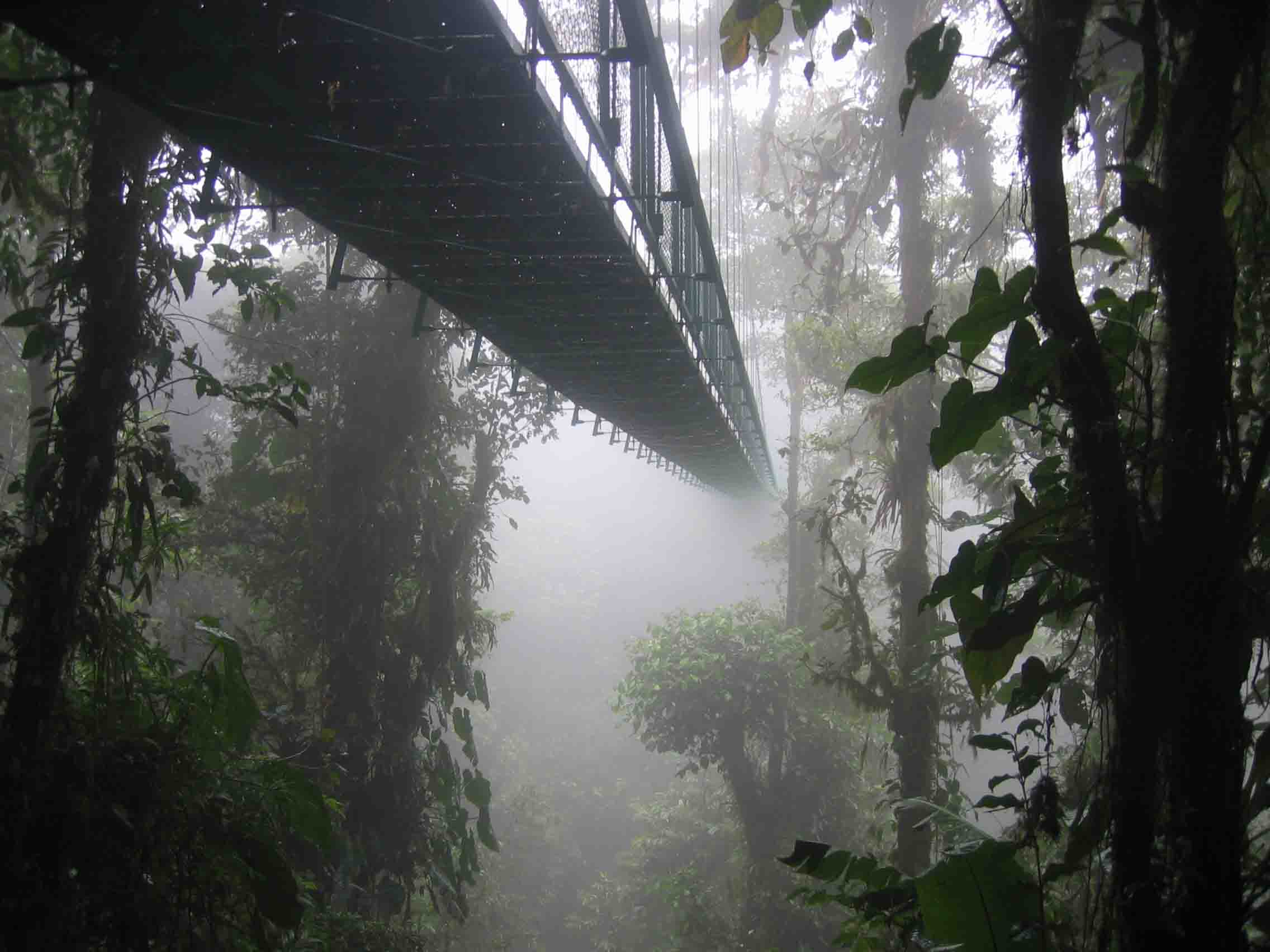
Uma das pontes suspensas do Sky Walk em Santa Elena, Costa Rica, desvanecendo-se nas nuvens.

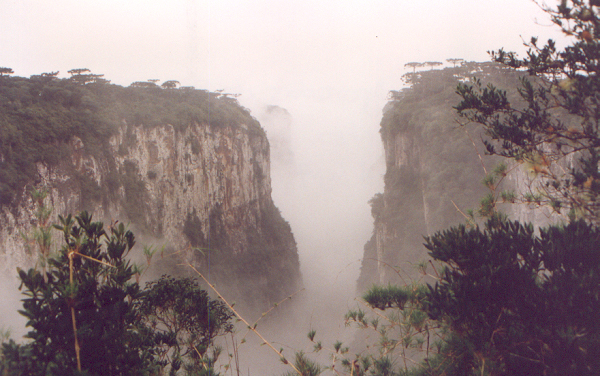
Mata nebular no Cânion do Itaimbezinho durante o fenômeno da "viração" (nevoeiro). Parque Nacional de Aparados da Serra/RS.

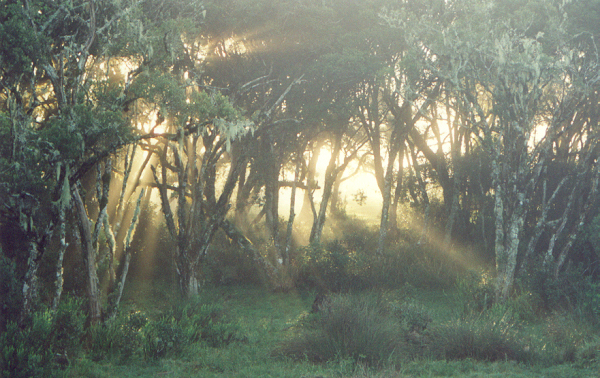
Mata nebular em meio à névoa na parte superior do Cânion do Itaimbezinho. Parque Nacional de Aparados da Serra/RS.

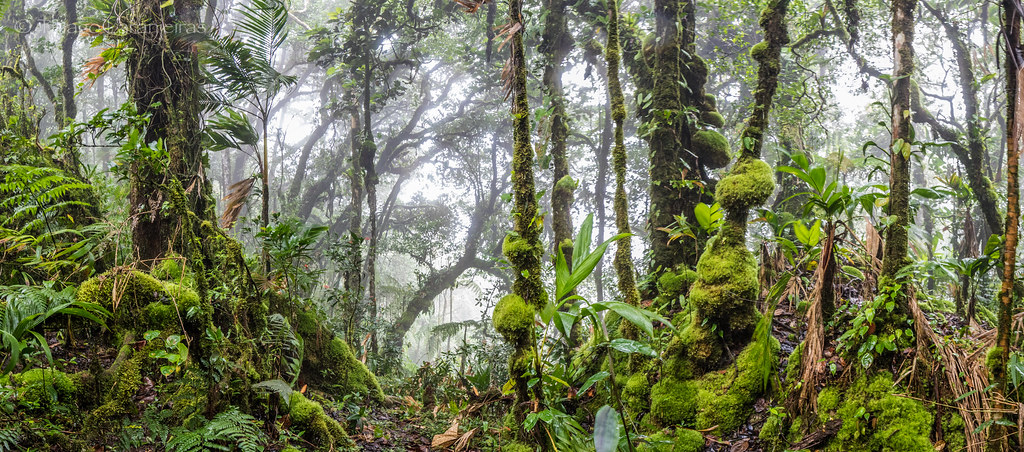
Ambiente úmido da 'Floresta das Nuvens' na Serra do Apiaú/RR.

Uma floresta nublada, floresta nuvígena, floresta nebulosa, floresta das nuvens, floresta do nevoeiro, floresta de altitude ou floresta ombrófila densa altomontana é, de forma geral, um tipo de floresta úmida perene de altitude, tropical a subtropical, caracterizada pela ocorrência de uma muito frequente cobertura nublada baixa, ao nível da copa das árvores. Por vezes apresentam uma grande abundância de musgos cobrindo quer o solo, quer a vegetação, podendo ser também denominadas de florestas musgosas.

## Características
A faixa de altitudes a que normalmente ocorrem as condições atmosféricas necessárias ao desenvolvimento de uma floresta nublada é, tipicamente, de tamanho relativamente pequeno. Esta faixa é caracterizada por uma camada persistente de nevoeiros e nuvens baixas  ao nível da vegetação, resultando uma redução da exposição à luz solar directa e consequentemente da evapotranspiração. As árvores nesta zona são geralmente mais baixas e possuem muitos caules em comparação com florestas de menor altitude nas mesmas áreas. A humidade elevada facilita o desenvolvimento de uma grande abundância de epífitos vasculares e não-vasculares, resultando numa cobertura abundante de musgos e fetos e, frequentemente de plantas com flor, como orquídeas. Os solos, apesar de ricos, têm tendência a ser muito húmidos, por vezes alagados, sendo normal a presença de turfeiras e húmus. Muita da precipitação que alimenta uma floresta nublada provém do nevoeiro, quando as pequenas gotículas que o compõem são capturadas pela vegetação e posteriormente pingam no solo da floresta (fenómeno conhecido por precipitação oculta).
A definição de floresta nublada é ambígua, e em muitos locais o termo não é utilizado, sendo substituído por outros como Afromontana ou floresta das chuvas de montanha, ou ainda, por termos locais como as yungas do Peru ou a laurissilva das ilhas atlânticas da Macaronésia. Florestas em climas temperados em que estas condições meteorológicas ocorram também podem ser consideradas como florestas nubladas.

## Distribuição das florestas nubladas
Florestas nubladas tropicais e subtropicais ocorrem nos seguintes países:
- Angola
- Austrália
- Bolívia
- Brasil
- Brunei
- Burundi
- Camarões
- Camboja
- Colômbia
- Costa Rica
- Dominica
- Estados Federados da Micronésia
- Estados Unidos (Havai,  Porto Rico)
- El Salvador
- Equador
- Fiji
- Filipinas
- Gabão
- Guatemala
- Guiana (Serra de Pacaraíma)
- Honduras
- Índia
- Indonésia
- Jamaica (Parque Nacional de Blue e John Crow Mountains)[2]
- Madagáscar
- Malásia
- México
- Myanmar
- Moçambique
- Nicarágua
- Omã
- Panamá
- Papua-Nova Guiné
- Peru
- Quênia
- República do Congo
- República Democrática do Congo
- Ruanda
- Sri Lanka
- Tanzânia
- Trinidad e Tobago
- Venezuela
- Vietname

No Brasil é geralmente encontrada a partir dos 1000 metros de altitude, inserida em ambientes saturados de umidade e condensação decorrentes de massas de ar que se deslocam a partir do mar ou da frequência constante de chuvas. A vegetação é baixa, densa, com dossel florestal entre 5 e 10 metros, recoberta de epífitas, orquídeas (ex. Sophronitis spp, Oncidium spp e Maxillaria spp), bromélias, musgos e líquenes, sendo comum em solos pedregosos, cumes de elevações e beiradas dos paredões de basalto e cânions na região dos Aparados da Serra, no sul do Brasil. É encontrada em abundância na parte superior do Parque Nacional da Serra Geral e do Parque Nacional de Aparados da Serra no Rio Grande do Sul.

## Florestas nubladas temperadas
Apesar de não serem universalmente aceites como verdadeiras florestas nubladas, várias florestas de regiões temperadas possuem fortes semelhanças com as suas homólogas tropicais. O termo torna-se ainda mais confuso devido à ocasional referência às florestas nubladas de países tropicais como "temperadas", devido ao clima mais fresco associado a esta vegetação.

## Distribuição das florestas nubladas temperadas
- Argentina
- Austrália - Parque Nacional de Lamington (Queensland)
- China - Planalto de Yunnan, montanhas do sul e leste da China
- Espanha - Canárias
- Japão - partes da ilha de Yakushima
- Nova Zelândia - partes de Fjordland, Monte Taranaki e Monte Cargill, perto de Dunedin.
- Portugal - Açores e Madeira
- Taiwan